# メッセンジャー・オブ・デス
『メッセンジャー・オブ・デス』（原題：Messenger of Death）は、1988年に公開されたアメリカ合衆国の映画。

## ストーリー
コロラド州デンバーにあるオーヴィル・ビーチャムの家に、不審な二人組の男がやってきた。そのうちの一人が、オーヴィルの外出中に彼の一家を惨殺する。
新聞記者のガー・スミスが、次期市長選挙の立候補を勧められている友人の警察署長バーニー・ドイルとその友人ホーマー・フォックスたちと選挙について話していると、バーニーに情報が入り、ガーとバーニーは殺人現場に向かうと、そこには旧モルモン教のシンボル”復讐の天使”が残されていた。ガーは、オーヴィルの父でモルモン原理主義者のウィリス・ビーチャムに会いに行く。ウィリスは教団の預言者で、弟のゼイナスが犯人だという。そこで、ガーはゼイナスの住む町を訪れ、地元新聞社を経営するジャストラ・ワトソンにゼイナスの牧場に連れて行ってもらう。しかし彼は、ウィリスが殺したという。帰り道、コロラド水道という会社のトラックが、妨害をしてきた。
再度ウィリスに会いに行くと、彼とオーヴィルらがゼイナスを殺す計画を立てていた。そのとき、ウィリスが突然倒れ、オーヴィルが死んだことを確認するが、それは計画を邪魔させないための演技だった。演技を見抜いたガーはジャストラとともに牧場を訪れ、ゼイナスに知らせる。彼は、コロラド水道から土地売却を持ちかけられていたが、断っていた。それを聞いた、ガーはウィリスたちと交渉を始める。しかし、ゼイナスは暗殺者により狙撃され死亡する。そして、またしてもコロラド水道のトラックがガーを殺そうとしてきた。彼は、コロラド水道についてオーナーに話し、調べるように頼む。そのとき電話で殺し屋の一人から、取引したいといってきた。だが、その殺し屋はトイレでもう一人の殺し屋に殺害され、ガーも狙われるが撃退する。バーニーの選挙資金集めパーティーに参加したガーは、潜入していた殺し屋に真実を話させ、ホーマーが黒幕であること話す。すると、ホーマーはバーニーの銃を奪い自殺した。

## キャスト
| 役名                   | 俳優                           | 日本語吹替                     | 日本語吹替 |
| 役名                   | 俳優                           | テレビ朝日版                   |            |
| ---------------------- | ------------------------------ | ------------------------------ | ---------- |
| ガー・スミス           | チャールズ・ブロンソン         | 大塚周夫                       |            |
| ジャストラ・ワトソン   | トリッシュ・ヴァン・ディヴァー | 宗形智子                       |            |
| ホーマー・フォックス   | ローレンス・ラッキンビル       | 堀勝之祐                       |            |
| バーニー・ドイル       | ダニエル・ベンザリ             | 池田勝                         |            |
| ゼイナス・ビーチャム   | ジョン・アイアランド           | 阪脩                           |            |
| ウィリス・ビーチャム   | ジェフ・コーリー               | 大木民夫                       |            |
| オーヴィル・ビーチャム | チャールズ・ディアコップ       | 青野武                         |            |
| ジョセフィン           | マリリン・ハセット             | 弥永和子                       |            |
| トルーディ・パイク     | ペニー・ペイサー               | 横尾まり                       |            |
| サイラス・パイク       | ドン・ケネディ                 | 千葉耕市                       |            |
| ジュニア               | ジーン・デイヴィス             | 鈴置洋孝                       |            |
| シニア                 | ジョン・ソラーリ               | 千田光男                       |            |
| 日本語版スタッフ       |                                |                                |            |
| 演出                   | 演出                           | 田島荘三                       |            |
| 翻訳                   | 翻訳                           | 武満眞樹                       |            |
| 調整                   | 調整                           | 近藤勝之                       |            |
| 効果                   | 効果                           | PAG                            |            |
| プロデューサー         | プロデューサー                 | 山田ゆみ子                     |            |
| 制作                   | 制作                           | コスモプロモーション           |            |
| 解説                   | 解説                           | 淀川長治                       |            |
| 初回放送               | 初回放送                       | 1992年5月24日 『日曜洋画劇場』 |            |

## スタッフ
- 監督：J・リー・トンプソン
- 製作：パンチョ・コーナー
- 脚本：ポール・ジャリコ
- 原作：レックス・バーンズ
- 撮影：ギデオン・ポラース
- 音楽：ロバート・O・ラグランド
- 編集：ピーター・リー・トンプソン